# Salminus
Salminus é um gênero de peixes sul-americanos de água doce, ictiófagos, com importância na pesca esportiva. O significado latino do nome é "pequeno salmão". A genética molecular indica que Salminus seria próximo ao gênero Brycon, sendo que alguns autores o colocam na mesma sub-família Bryconinae, porém a maioria o coloca na sub-família Serrasalminae, com pacus e piranhas. São popularmente conhecidos como dourado e tabarana.

## Dourado
A espécie mais conhecida do gênero é o dourado: seu primeiro nome científico foi Hydrocynus brasiliensis, sendo identificado com um African Tigerfish (peixe-tigre-africano, gênero Hydrocynus) mas foi Salminus maxillosus o nome que permaneceu e que é o mais conhecido para designá-lo.
Posteriormente, o dourado foi classificado em 2 ou 3 espécies (dependendo dos autores):
- Referindo ao dourado da bacia do Prata, temos Salminus brasiliensis como sinônimo de Salminus maxillosus, para esta bacia hidrográfica.
- Salminus affinis é empregado para os dourados que não são da bacia Platina, isto é, os do Rio Magdalena, do Rio Orinoco, da bacia Amazônica e do Rio São Francisco: logo, também sinônimo de Salminus maxillosus.
- Na bacia do São Francisco, os nomes usados são Salminus franciscanus (=S. cuvieri = S. brevidens), logo também sinônimos de Salminus affinis  e Salminus maxillosus para esta bacia hidrográfica.

## Tabarana
A tabarana (Salminus hilarii) é a espécie que apresenta a maior distribuição geográfica do gênero. É de porte menor e não apresenta a cor dourada. É encontrada na bacia do Rio São Francisco, nos rios Grande e Tietê da bacia Platina, nos rios Tocantins e Madeira da bacia Amazônica, além da Bacia do Orinoco e rios da Colômbia (Rio Magdalena) e Equador.

## Imgens (Dourado foto direita em baixo e Tabarana foto esquerda em baixo)

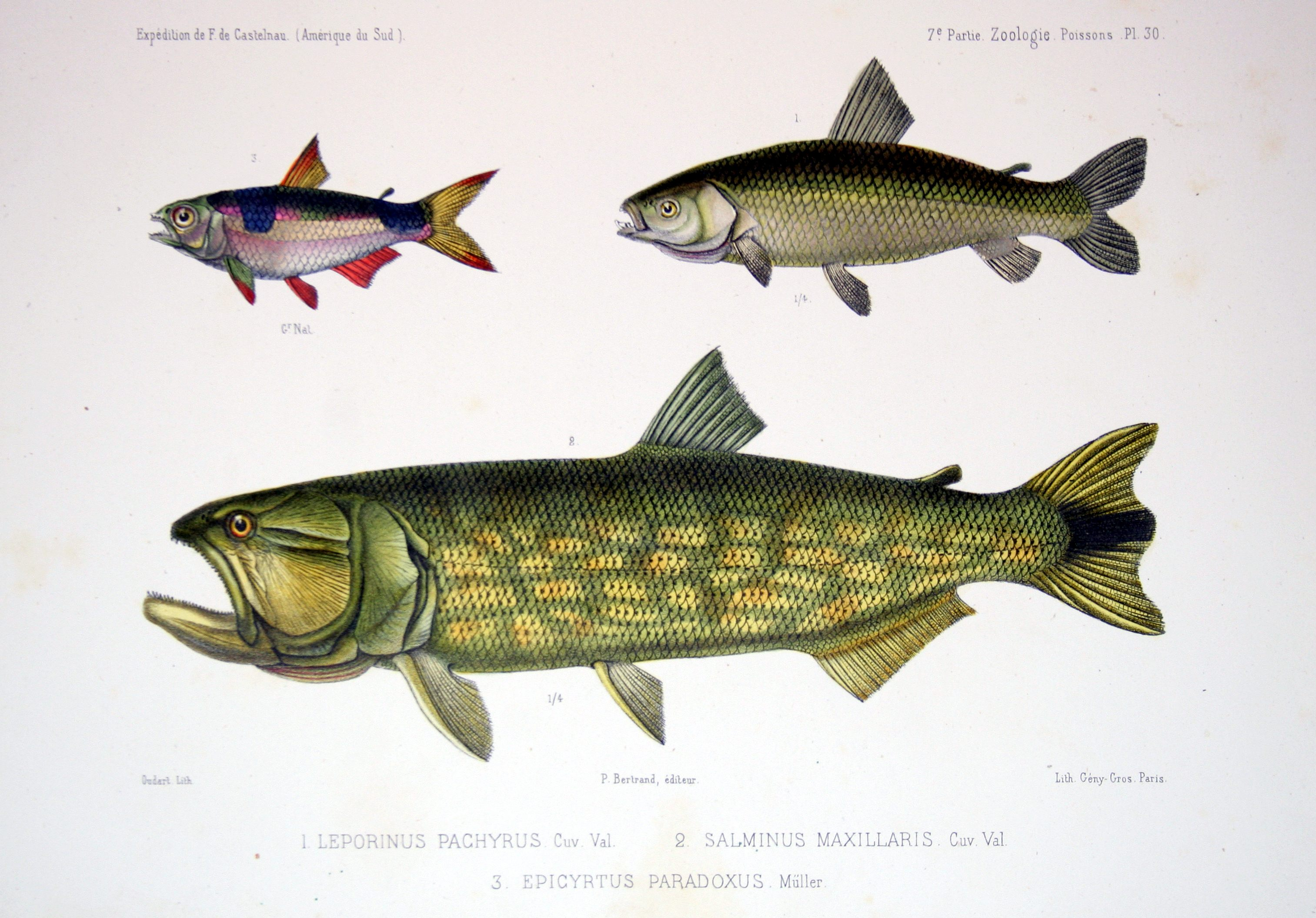

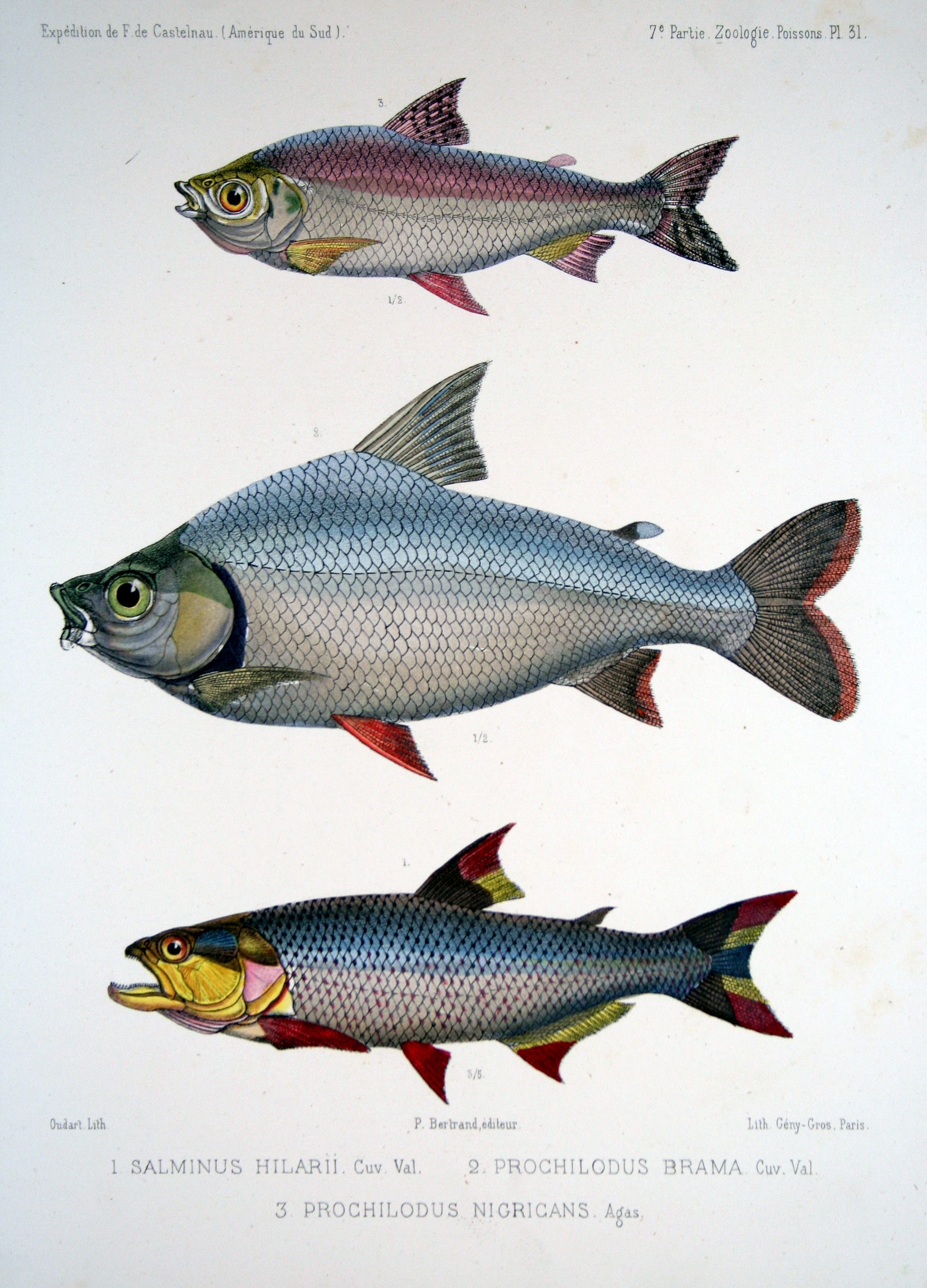